# موکرن (تورینگن)
موکرن (به آلمانی: Möckern) یک شهر در آلمان است که در تورینگن واقع شده‌است. موکرن ۱۲۶ نفر جمعیت دارد.